# خفتگی
خُفتگی دوره‌ای از چرخه حیات یک یاخته است که در آن رشد و حرکت فیزیکی (در جانوران) برای مدت موقت متوقف می‌شوند. چنین چیزی سوخت و ساز را کاهش می‌دهد و به یاخته کمک می‌کند تا انرژی خود را ذخیره سازد. خفتگی به تغییرات آب و هوایی وابسته است و یاخته‌ها با درک یا مشاهده وضعیت آب و هوایی زیستگاه خود می‌تواند زمان ورودشان به این دوره را تنظیم کنند. در حالت کلی، دو روش ورود به خفتگی وجود دارند:
- خفتگی پیشبینی‌شده: که در آن یاخته پیش از وقوع شرایط جدید وارد دوره خفته می‌شود و به نحوی، آمدن آن شرایط را از پیش متوجه می‌شود. برای نمونه، بسیاری از گیاهان از این روش برای تطبیق خود با آمدن زمستان بهره می‌گیرند.
- خفتگی تطبیقی: که در آن یاخته به دلیل شرایط پیش آمده کنونی، اقدام به ورود به دوره خفته می‌کند. اگرچه تغییر شدید و ناگهانی در آب و هوا باعث مرگ بسیاری از جانورانی می‌شود که خفگی خود را با آب و هوا تطبیق می‌دهند، اما باقی‌مانده آن‌ها خواهند توانست برای مدت بیشتری زنده بمانند و از منابع طبیعی موجود بهره ببرند.

## در جانوران مهره‌دار
مهره‌داران خونگرم توانایی نگه داشتن دمای بدن خود و جلوگیری از خروج انرژی را توسط خز یا پر موجود بر بدنشان دارند. از آنجا که خونگرم بودن باعث ایجاد نوعی تعادل فیزیولوژیک درونی می‌شود، این جانوران کمتر به محدودیت‌های محیطی از جمله دما وابسته هستند. برای نمونه، در حالی که تنها دو گونه خزنده در مدار شمالگانی یافت می‌شوند، تعداد بسیار زیادتری مهره‌داران خونگرم در آن منطقه زندگی می‌کنند. مهره‌داران خونگرم با تغذیه فراوان در فصل‌های گرم سال و ذخیره انرژی در بدن، می‌توانند برای مدت طولانی به خواب زمستانی بروند؛ دوره‌ای خفتگی که گاه تا ماه‌ها به طول می‌انجامد بدون آنکه دمای درونی بدن جانور را به شکل محسوس پایین آورد.